# لوپیتا نیونگو
لوپیتا اموندی نیونگو (انگلیسی: Lupita Amondi Nyong'o؛ زادهٔ ۱ مارس ۱۹۸۳) بازیگر است. نیونگو بعد از فارغ‌التحصیلی از کالج همپشایر در رشته مطالعات فیلم و سینما، حرفه خود را به‌عنوان دستیار تهیه‌کننده شروع کرد. اولین حضور نیونگو در یک فیلم به عنوان بازیگر به فیلم رودخانه غربی ساخته سال ۲۰۰۸، بر می‌گردد. او بعد از آن در سریالی کنیایی به نام شوگا بازی کرد. نیونگو در سال ۲۰۰۹ فیلم مستندی به نام در ژن‌های من را تهیه و کارگردانی کرد.
بعد از مدتی نیونگو موفق به دریافت مدرک کارشناسی ارشد خود از مدرسه نمایش دانشگاه ییل شد و در ادامه در اولین فیلم برجسته‌اش که به کارگردانی استیو مک‌کوئین بود، یعنی فیلم ۱۲ سال بردگی (۲۰۱۳) ایفای نقش کرد. نقش‌آفرینی وی در این فیلم مورد تحسین منتقدان قرار گرفت و علاوه بر جوایز و نامزدی‌های بسیار، جایزه اسکار بهترین بازیگر نقش مکمل زن نیز به وی اعطا شد.
نیونگو در ادامه نقش ماز کاناتا را به‌شکل ضبط حرکت در سه‌گانه دنباله جنگ ستارگان (۲۰۱۵–۲۰۱۹) به عهده گرفت و صداپیشهٔ نقش راکشا در کتاب جنگل (۲۰۱۶) بود. حرفهٔ نیونگو با بازی در نقش ناکیا در فیلم‌های ابرقهرمانی پلنگ سیاه (۲۰۱۸) و دنباله‌اش (۲۰۲۲) در دنیای سینمایی مارول و همچنین نقش‌های اصلی او در فیلم‌های ترسناک ما (۲۰۱۹) و یک مکان ساکت: روز نخست (۲۰۲۴) و صداپیشگی در فیلم پویانمایی ربات وحشی (۲۰۲۴) پیشرفت کرد.
در کنار بازیگری، نیونگو پشتیبان حفاظت تاریخی است. او در مورد جلوگیری از آزار جنسی و اقدام برای حقوق زنان و حیوانات صحبت کرده است. او در سال ۲۰۱۴ از سوی پیپل به‌عنوان زیباترین زن انتخاب شد. در سال ۲۰۱۹، نیونگو کتابی برای کودکان به نام سولو نوشت که به پرفروش‌ترین کتاب نیویورک تایمز تبدیل شد. در سال ۲۰۲۰، نیونگو از سوی فوربز به عنوان یکی از ۵۰ زن قدرتمند آفریقا انتخاب شد.

## کودکی
نیونگو متولد شهر مکزیکو سیتی در کشور مکزیک است. مادرش «دروتی» نام داشت و پدرش «پیتر». پدر لوپیتا از سیاستمداران کشور کنیا و همچنین از استادان دانشگاه است. همچنین پدرش مدتی وزیر خدمات بهداشتی دولت کنیا بود و در زمانی که لوپیتا زاده شد، آن‌ها در مکزیک حضور داشتند. بر اساس آداب و رسوم مردم محلی کنیا، نام کودک را باید بر اساس اتفاقی که در زمان تولدش افتاد نهاد، چون لوپیتا در مکزیک زاده شد پس به همین دلیل است که تصمیم گرفتند یک نام مکزیکی را روی او بگذارند و نام لوپیتا را انتخاب کردند. وی فرزند دوم در بین شش خواهر و برادرش است.
بعد از تولد و در زمانی که چند ماه بیشتر از عمر لوپیتا نگذشته بود، به شکل کوتاهی به نیویورک سفری کرده و در نهایت مجدداً به سرزمین محلی خودشان، کنیا بازمی‌گردند. در این مدت بود پدرش به عنوان استاد دانشگاه انتخاب می‌شود و به همین دلیل بیشتر دوران کودکی لوپیتا در کشور کنیا گذشته است. زمانی که لوپیتا ۱۶ ساله شد، خانواده‌اش برای اینکه وی زبان اسپانیایی را فرا گیرد، او را به مکزیک می‌فرستند.

## تحصیلات و کار

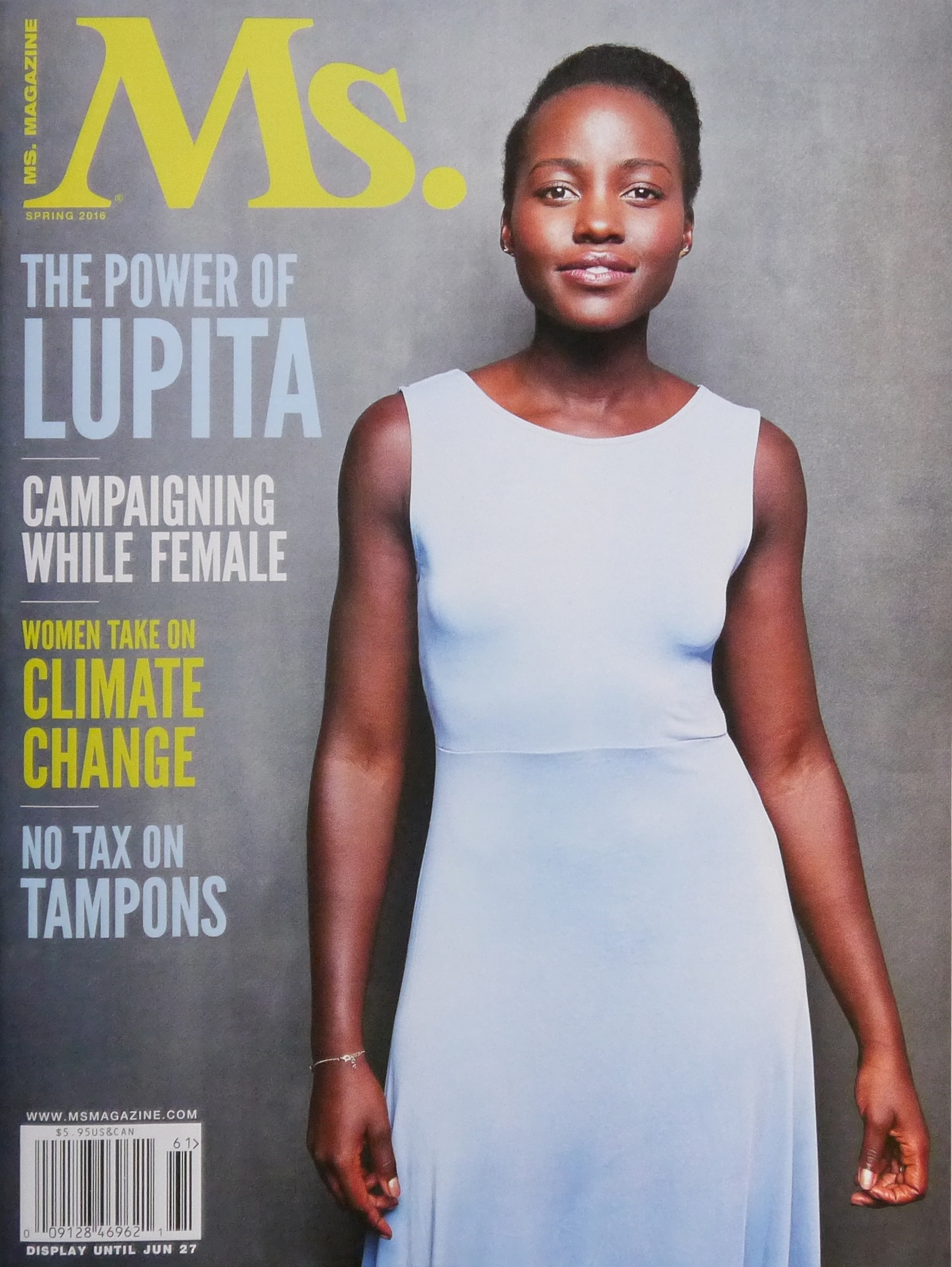
لوپیتا نیونگو بر روی کاور مجله"خانم مجله"

لوپیتا نیونگو در یک خانوادهٔ دوستدار فرهنگ پرورش یافت. در عمده موارد خانوادهٔ وی گرد هم آمده و اجرای فرزندان خود را تماشا کرده یا با هم به سالن‌های اجرای نمایش می‌رفتند. در دورانی که وی در کنیا حضور داشت، در یک مدرسه تک‌جنسیتی دخترانه تحصیل می‌کرد و در کلاس‌ها نمایشی حضور می‌یافت. شاید یکی از اولین نقش‌هایی که او عهده‌دار اجرای آن شد، نقشی کوتاه در نمایش اولیور تویست بود که در مدرسه اجرا شد. در سن ۱۴ سالگی فعالیت‌ها نمایشی وی حالت جدی‌تری به خود گرفت و در نمایشی به نام رومئو و ژولیت نقش ژولیت را بازی کرد.
دوران دانشجویی نیونگو در آمریکا گذشت. در ابتدا شروع به تحصیل در دانشکده همپشایر نمود و با مدرکی در رشته مطالعات فیلم و تئاتر از این مرکز فارغ‌التحصیل شد. پس از فارغ‌التحصیلی به عنوان دستیار در چند فیلم مختلف نیز مشغول به کار شد.
در سال ۲۰۰۸ در فیل کوتاهی به نام رودخانه غربی به ایفای نقش پرداخت. این فیلم اثری از مارک گری بود که در محله بروکلین شهر نیویورک فیلمبرداری شده بود. سپس به کنیا بازگشت و در سریالی به نام شوگا بازی کرد. این سریال در خصوص بیماری ایدز ساخته شده بود. یک‌سال بعد او فیلم مستندی را خود کارگردانی، نویسندگی و تهیه‌کنندگی می‌کند. این مستند در چندین جشنواره فیلم مختلف به نمایش درآمده و جوایز و عناوینی را کسب کرد. نیونگو همچنین موزیک ویدئوی یکی ا خوانندگان کنیایی به نام چیزای کوچولو را کارگردانی کرد که در نهایت نامزد دریافت جایزه بهترین موزیک ویدئو از سوی ام‌تی‌وی در آفریقا شد.
در ادامه وی برای مدرک کارشناسی ارشد خود در رشته بازیگری به دانشگاه ییل می‌رود. در این دوره بود که در چندین نمایش مختلف دیگر نیز ظاهر می‌شود.

## بازیگری
در کنار تمامی نقش‌هایی که نیونگو تاکنون ایفا کرده بود، هیچ‌کدام به اندازه نقشی که وی در فیلم ۱۲ سال بردگی ایفا کرد برای وی شهرت به ارمغان نیاوررد. وی کمی پیش از فارغ‌التحصیلی‌اش از دانشگاه ییل برای این نقش انتخاب شد. فیلم ۱۲ سال بردگی محصول سال ۲۰۱۳ به کارگردانی استیو مک‌کوئین، کارگردان مشهور انگلیسی است. این فیلم زندگی واقعی شخصی به نام سالومون نورثاپ (با بازی چیوتل اهیرفور) را روایت می‌کند که برای مدت ۱۲ سال از سوی عده‌ای تاجر برده به عنوان برده ربوده می‌شود. برای این نقش‌آفرینی، لوپیتا نیونگو بسیار مورد تحسین قرار گرفت و نامزد دریافت چندین و چند جایزه مختلف سینمایی شد که از میان آن‌ها شاید برنده شدن جایزه اسکار بهترین بازیگر نقش مکمل زن، از بهترین آن‌ها باشد.
در سال ۲۰۱۴ وی را به عنوان یکی از چهره‌های میو میو انتخاب کردند و در چندین مجله مختلف (عمدتاً در مورد مد و لباس) نیز ظاهر شد.

## دزدیده شدن لباس مراسم اسکار
لباس ۱۵۰ هزار دلاری لوپیتا نیونگو پس از مراسم اسکار در هالیوود دزدیده شد. در زمانی که وی از اتاقش در هتل لندن بیرون رفته بود به سرقت رفت. روی این لباس دست دوز که توسط شرکت کلوین کلاین تهیه شده، ۶ هزار مروارید سفید طبیعی دوخته شده. طراحی این لباس را فرانسیسکو کاستا برای کلوین کلاین بر عهده داشت و ۲۵ نفر به مدت ده هفته این شش هزار مروارید را با دست به آن دوختند.

## زندگی شخصی

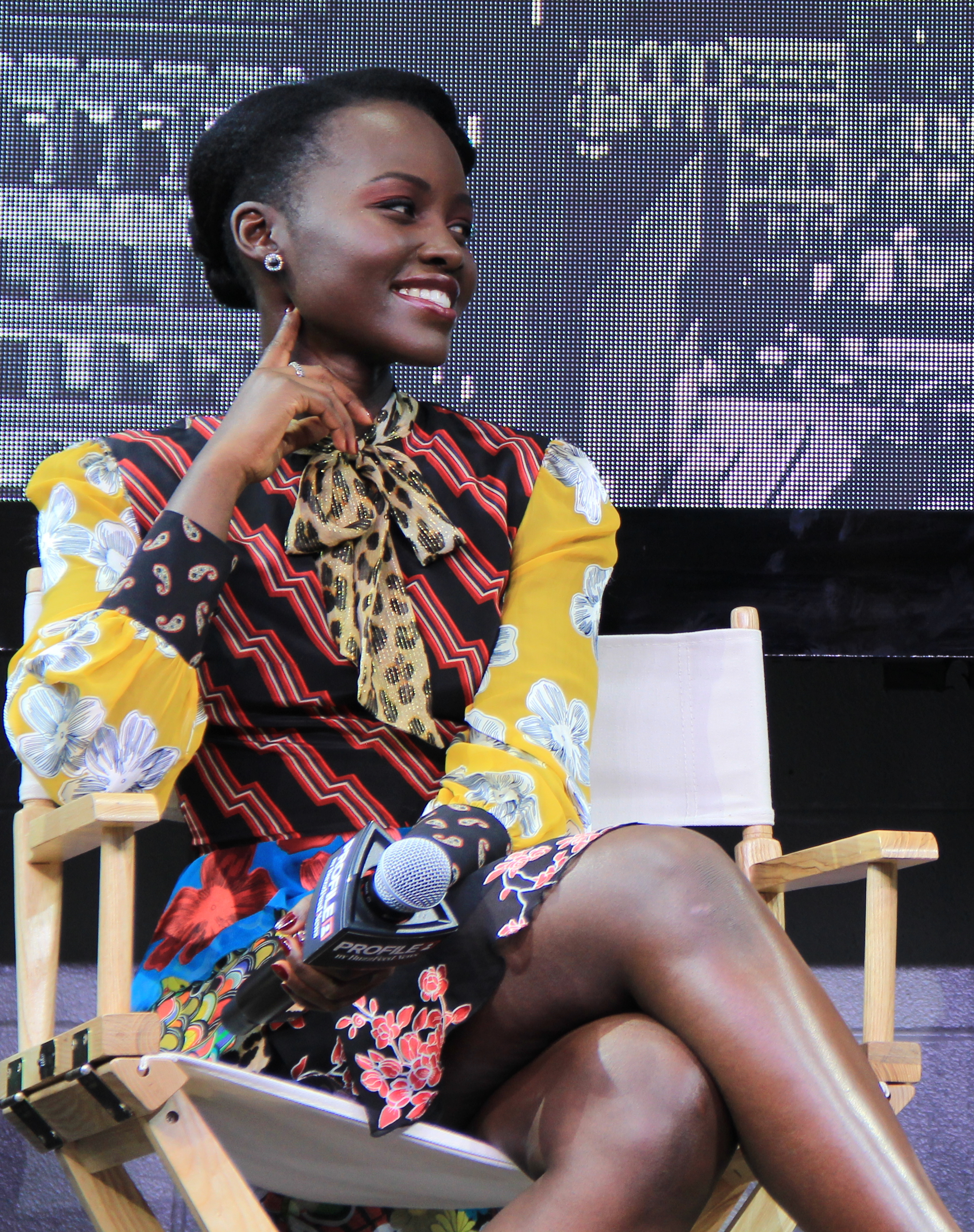
نیونگو در سال ۲۰۱۹

لوپیتا نیونگو در حال حاضر ساکن بروکلین است و به چند زبان مختلف منجمله زبان محلی خود، انگلیسی و اسپانیایی آشنایی کامل دارد. در فوریه ۲۰۱۴ وی برای مجله اسنس که برای بانوان آفریقایی - آمریکایی چاپ می‌شود سخنرانی کرد. در این سخنرانی او در مورد زیبایی زنان سیاه‌پوست و همچنین مشکلاتی که آن‌ها به عنوان یک سیاه‌پوست با آن‌ها مواجه بودند سخن گفت. همچنین در مورد مشکلاتی که خودش به عنوان یک دختر نوجوان سیاه‌پوست با آن‌ها دست‌به‌گریبان بود نیز اشاره کرد.
در سال ۲۰۱۳ پدر نیونگو به عنوان نماینده مردم شهرستان کیسومو در مجلس کنیا انتخاب شد. مادرش نیز در حال حاضر مدیر بنیاد سرطان آفریقا است.

## جوایز
لوپیتا در سال ۲۰۱۳ جایزه اسکار بهترین بازیگر نقش مکمل زن را برای فیلم ۱۲ سال بردگی گرفت.

## فیلم‌شناسی

### فیلم‌های سینمایی
| سال  | عنوان                       | نقش                | توضیحات      |
| ---- | --------------------------- | ------------------ | ------------ |
| ۲۰۰۸ | رودخانه غربی                | F                  | فیلم ک. تاه  |
| ۲۰۱۳ | ۱۲ سال بردگی                | Patsey             |              |
| ۲۰۱۴ | بدون توقف                   | گوئن لوید          |              |
| ۲۰۱۵ | جنگ ستارگان: نیرو برمی‌خیزد  | ماز کاناتا         |              |
| ۲۰۱۶ | کتاب جنگل                   | راکشا (صدا)        |              |
| ۲۰۱۶ | ملکه کاتوه                  | ناکو هریت          |              |
| ۲۰۱۷ | جنگ ستارگان: آخرین جدای     | ماز کاناتا         | حضور افتخاری |
| ۲۰۱۸ | پلنگ سیاه                   | ناکیا              |              |
| ۲۰۱۹ | هیولاهای کوچک               | خانم آدری کارولین  |              |
| ۲۰۱۹ | ما                          | آدلاید ویلسون / رد |              |
| ۲۰۱۹ | جنگ ستارگان: خیزش اسکای‌واکر | ماز کاناتا         |              |
| ۲۰۲۲ | ۳۵۵                         | خدیجه ادیمه        |              |
| ۲۰۲۲ | پلنگ سیاه: واکاندا تا ابد   | ناکیا              |              |
| ۲۰۲۴ | یک مکان ساکت: روز نخست      | سم                 |              |
| ۲۰۲۴ | ربات وحشی                   | روز (صداپیشه)      |              |
| ۲۰۲۶ | ادیسه                       |                    |              |

### تلویزیون
- شوگا (۲۰۰۹)
- شورشیان جنگ ستارگان